# Pero meskaria
Pero meskaria là một loài bướm đêm trong họ Geometridae.